# Rana arfaki
Rana arfaki é uma espécie de anfíbio anuro pertencente ao género Rana.
Esta espécie pode ser encontrada na Indonésia e Nova Guiné.